# چارو لوپز
چارو لوپز (انگلیسی: Charo López؛ زادهٔ ۲۸ اکتبر ۱۹۴۳) یک هنرپیشه اهل اسپانیا است.
از فیلم‌ها یا برنامه‌های تلویزیونی که وی در آن نقش داشته‌است می‌توان به کندو و بازگشت طولانی اشاره کرد.